# Дионисиос Арбузис
Дионисий Арбузис греч. Διονύσιος Αρμπούζης; был офицером греческой армии дослужился до звания генерала и занимал должность начальника Генерального штаба Греции после падения греческой военной хунты. Арбузис, с более чем 13-летним боевым опытом, участвовал в Второй мировой войне Гражданской войне в Греции Корейской войне.

## Биография
Родился в Молаи Лакония в 1912. Был сыном нотариуса Молаон Георгиоса Арбузиса. Окончил среднюю школу в Молаи.
Поступил в Военное училище эвэлпидов которое окончил в 1933 году. участвовал в качестве офицера греческой армии в крупных конфликтах Второй мировой войны в Греции: греко-итальянской войны (1940–1941), Битва за Грецию (1941), а также Гражданской войне в Греции (1946–1949).
Был первым первый командиром Греческого экспедиционного корпуса в Корее во время Корейской войны. В звании полковника был первым командиром ЭЛДИК (1960). Был начальником штаба 1-й армии и командующим 11-пехотной дивизией, с 1965-1966 в звании Генерал-майор был начальником Военного училищя эвэлпидов. В 1967 году, во время переворота 21 апреля, он был вторым заместителем начальника Генерального штаба греческой армии и был хорошо известен своей приверженностью конституционному строю. Был  уволен из армии новым режимом.
После падения хунты в августе 1974 года был отозван на действительную службу, произведен в генералы и 19 августа 1974 года возглавил штаб национальной обороны эту должность Арбузис занимал до 1976 года после ,был отправлен в отставку.
После отставки исполнял обязанности в течение месяца (21 октября - 28 ноября) министра Северной Греции.
Умер 30 января 1987 года и был похоронен Первом кладбище в Афинах 3 февраля 1987 года.